# Fuad II

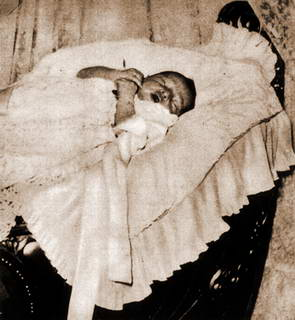
El rei el 1952

Fuad II —àrab: فؤاد الثاني, Fuʾād aṯ-Ṯānī— (el Caire, 16 de gener de 1952) fou rei d'Egipte i del Sudan. Va néixer com a príncep Àhmad Fuad. Va pujar al tron amb només uns mesos el 26 de juliol de 1952 després de l'abdicació del seu pare Faruk I forçat per la revolució dels Oficials Lliures. Va regnar de nom per menys d'un any fins al 18 de juny de 1953 quan es va proclamar la república. L'infant fou enviat a l'exili a Suïssa on encara viu. En el seu lloc, com a regent per ser menor d'edat, va exercir un consell de regència presidit pel príncep Muhammad Abdul Moneim.

## Família
El 1976 es va casar amb Dominique-France Loeb-Picard (nascuda el 23 de novembre de 1948), que es va convertir a l'islam i fou coneguda com a reina Fadila d'Egipte. Van tenir tres fills i després es van divorciar:
- Muhammad Ali, príncep de Said (nascut el 5 de febrer de 1979).
- Fawzia-Latifa (nascuda el 12 de febrer de 1982).
- Fakhruddin (nascut el 19 de febrer de 1987).

## Governs
- Ali Maher Pasha 23 de juliol de 1952 - 7 de setembre de 1952, del Partit Ittiha (Partit de la Unió, realista)
- Muhammad Naguib, 7 de setembre de 1952 - 25 de febrer de 1954, militar (Partit del Reagrupament de l'Alliberament) va proclamar la república.